# 点穴
点穴（てんけつ）は、中国の大衆小説である武侠小説において用いられる言葉で、全身に存在する特定の経穴を衝いて、経脈を遮断する技。内力の循環を止め、各種の身体機能を封じたり、命を奪う作用がある。主に攻撃や止血、毒が回るのを防ぐために用いられる。機能を回復させる場合は、再び経穴を衝く。また内功が優れている者は、自ら内力を巡らせて、徐々に解除することもできる。
中国武術に伝承される点穴は、ほぼ人体の急所に当たる箇所と重なる。